# 卡皮瓦里
卡皮瓦里是巴西圣保罗州的一个市镇。总面积323.198平方公里，总人口46331人，人口密度143.4人/平方公里。